# Grundtjärnen (Ljustorps socken, Medelpad)
Grundtjärnen är en sjö i Timrå kommun i Medelpad och ingår i Indalsälvens huvudavrinningsområde. Sjön har en area på 0,0639 kvadratkilometer och ligger 285 meter över havet.

## Delavrinningsområde
Grundtjärnen ingår i det delavrinningsområde (696258-157536) som SMHI kallar för Inloppet i Eksjön. Medelhöjden är 314 meter över havet och ytan är 3,85 kvadratkilometer. Räknas de 3 avrinningsområdena uppströms in blir den ackumulerade arean 17,22 kvadratkilometer. Eksjöån som avvattnar avrinningsområdet har biflödesordning 4, vilket innebär att vattnet flödar genom totalt 4 vattendrag innan det når havet efter 46 kilometer. Avrinningsområdet består mestadels av skog (82 procent). Avrinningsområdet har 0,44 kvadratkilometer vattenytor vilket ger det en sjöprocent på 11,5 procent.